# Michel Frechon
Michel Frechon (* 30. August 1892 in Rouen; † 22. Juni 1974 ebenda) war ein französischer Maler der École de Rouen. Sein künstlerisches Schaffen konzentrierte sich vor allem auf Kohlezeichnungen, von denen er etwa 1200 anfertigte.

## Leben
Während seines Studiums lernte er viele junge Künstler kennen und knüpfte Kontakte in der Kunstszene von Rouen. 1917 wurde sein Werk mit dem Prix Pellecat der Académie de Rouen ausgezeichnet. Im Salon des Artistes Rouennais stellt er 1919 zum ersten Mal aus und beeindruckt mit Werken wie Effet de nuit, Place Eau de Robec und La Repriseuse.
In den folgenden Jahren nahm er an zahlreichen Ausstellungen teil, unter anderem in der Galerie Moderne in Rouen und bei Legrip. Seine Werke, insbesondere seine Studien in Öl und seine großformatigen Akte, wurden von der Kritik gelobt. 1927 heiratete er Alice Renoult, die kurz nach der Geburt des gemeinsamen Sohnes Moïse starb. 1931 heiratete er Marcelle Roby.
1933 verbrachte er einige Zeit in Chamonix, wo er eindrucksvolle Zeichnungen von Berglandschaften anfertigte. Nach Rouen zurückgekehrt, richtete er in seinem Atelier einen Ausstellungsraum ein, in dem er regelmäßig seine Werke ausstellte. Seine Architektur- und Landschaftsdarstellungen aus der Normandie und den Alpen fanden große Anerkennung.
Während des Zweiten Weltkriegs zog er vorübergehend nach Südfrankreich, kehrte aber später nach Rouen zurück, wo er die Zerstörungen der Stadt dokumentierte. Nach dem Krieg nahm er seine Ausstellungen wieder auf, und seine Werke wurden weiterhin geschätzt, obwohl er zunehmend unter gesundheitlichen Problemen litt.
Michel Frechon war ein leidenschaftlicher Archäologe und Naturliebhaber, der sich sehr für die Erhaltung historischer Denkmäler einsetzte. Sein Werk und sein Engagement für Kunst und Kultur in Rouen wurden posthum mit dem „Grand Prix de l'Académie des Sciences, Belles-Lettres et Arts de Rouen“ gewürdigt.